# Куини, Джудит
Джудит Куини, урождённая Джудит Шекспир (англ. Judith Quiney; крещена 2 февраля 1585, Стратфорд-на-Эйвоне, Уорикшир, Королевство Англия — 9 февраля 1662, там же) — младшая дочь Уильяма Шекспира и Энн Хатауэй, сестра-близнец Хемнета Шекспира. С 1616 года жена винодела Томаса Куини (обстоятельства, связанные с браком, возможно, побудили Шекспира переписать завещание). У супругов Куини было трое детей, Джудит их всех пережила. Она стала персонажем ряда художественных произведений.

## Биография
Джудит Шекспир родилась в начале 1585 года в Стратфорде (Уорикшир) в семье Уильяма Шекспира и Энн Хатауэй. Она была младшей сестрой Сюзанны и сестрой-близнецом Хемнета (он умер в возрасте 11 лет). Близнецов крестил 2 февраля 1585 года в церкви Святой Троицы викарий Ричард Бартон из Ковентри. Их назвали в честь Хемнета и Джудит Сэдлеров — пекаря и его жены, друзей Шекспиров.
В отличие от отца, Джудит Шекспир, вероятно, была малограмотна. Исследователи заключают это из того, что в 1611 году, подписывая в качестве свидетельницы договор купли-продажи дома, Джудит дважды поставила значок вместо того, чтобы написать своё имя.
10 февраля 1616 года Джудит Шекспир вышла замуж за винодела Томаса Куини. Венчал молодожёнов предположительно помощник священника Ричард Уоттс, позднее женившийся на сестре Куини. Обряд прошёл во время Великого поста, когда свадьбы были под запретом. Томаса Куини в связи с этим вызвали в суд консистории в Вустере, но он не явился и примерно 12 марта был отлучён от церкви. Неизвестно, отлучили ли вместе с ним жену, но в любом случае наказание продлилось недолго: в ноябре того же года супруги были в церкви на крещении первенца.
Неизвестно, где именно жили Куини после свадьбы. Джудит владела домом отца на Чапел-лейн, а Томас арендовал таверну «Этвудс» на Хай-стрит. Дом на Чапел-лейн позже перешёл к сестре Джудит согласно отцовскому завещанию. Томас в июле 1616 года поменялся домами со своим зятем Уильямом Чендлером, разместив винодельню в верхней части дома на углу Хай-стрит и Бридж-стрит. Этот дом, известный под названием «Клетка», традиционно ассоциируется с Джудит Куини. В XX веке в нём какое-то время находился бар, позже — информационное бюро Стратфорда.
Брак Джудит начался не самым лучшим образом. В Стратфорде тогда жила женщина по имени Маргарет Уиллер, беременная от Томаса Куини; она умерла при родах вместе с ребёнком, и обоих похоронили 15 марта 1616 года. Эта история получила широкую огласку, Томас предстал перед судом и был приговорён за «плотское совокупление» к публичному покаянию, которое потом заменили штрафом. Исследователи полагают, что именно эти события могли заставить Уильяма Шекспира спешно изменить завещание 25 марта. Из документа были вычеркнуты слова «моему зятю» (vnto my sonne in L[aw]), вместо них появилось имя Джудит. Шекспир завещал дочери 100 фунтов стерлингов, а также дополнительно 50 фунтов, если она откажется от дома на Чапел-лейн, и 150 фунтов, если она или кто-либо из её детей будут живы спустя три года (из этих денег Джудит должна была получать только проценты). Томас Куини мог получить эти деньги, только если бы даровал Джудит земли равной ценности.
Большая часть имущества Шекспира, включая его главный дом, Нью-Плейс, два дома на Хенли-стрит, участки земли в Стратфорде и его окрестностях, стала ординатом — неделимой собственностью. Она должна была перейти к старшей дочери Сюзанне и потомкам её сыновей по мужской линии, а в случае угасания этой ветви — к Джудит и её наследникам мужского пола. Многие исследователи полагают, что Шекспир разработал столь сложный порядок наследования, чтобы ничего не досталось Томасу Куини, но есть и мнение, что Сюзанна просто была его любимым ребёнком.
У Джудит и Томаса Куини было трое детей:
- Шекспир (крещен 23 ноября 1616 — похоронен 8 мая 1617), названный в честь деда по матери[9];
- Ричард (крещен 9 февраля 1618 — похоронен 6 февраля 1639), которого могли назвать в честь деда и дяди по отцу[10];
- Томас (крещен 23 января 1620 — похоронен 28 января 1639)[9].

Джудит Куини умерла в феврале 1662 года и была похоронена 9 февраля, через неделю после 77-летия. Она пережила своего последнего сына на 23 года. Джудит похоронили в церкви Святой Троицы, но точное место её могилы неизвестно. Записи о смерти Томаса Куини нет в сохранившихся документах. Он мог умереть в 1662 или 1663 году, когда приходские записи о погребении были неполны, или покинуть Стратфорд и умереть в другом месте.

## В культуре
Джудит стала главной героиней книги Уильяма Блэка «Джудит Шекспир: её любовные связи и другие приключения» (1884). Она появляется в пьесе Эдварда Бонда «Бинго» (1973), где рассказывается о последних годах жизни её отца, в графическом романе Нила Геймана «Песочный человек». Гейман сравнил Джудит с Мирандой из «Бури». Она стала персонажем романа Грейс Тиффани «У моего отца была дочь: сказка Джудит Шекспир» (2003). Радиоспектакль Нэн Вудхаус «Джудит Шекспир» изображает показывает заглавную героиню как «одиночку, стремящуюся стать частью жизни отца-драматурга». Она едет в Лондон, чтобы воссоединиться с отцом, и заводит роман с молодым аристократом. Рассказ Мэри Берк «Дочь Шекспира» был номинирован на премию Hennessy/ Sunday Tribune Irish Writer в 2007 году
Вирджиния Вулф в эссе «Своя комната» создала персонажа по имени Джудит Шекспир, которая приходится драматургу не дочерью, а сестрой. В биографии этой героини нет ничего общего с историей семьи Шекспиров. Джудит проявляет литературный талант, но родители отказываются дать ей образование. Чтобы не выходить замуж за навязанного ей мужчину, она сбегает из дома, пытается присоединиться к театральной труппе, позже беременеет и, всеми брошенная, кончает с собой.
Детство Джудит описано в романе Мэгги О’Фаррелл 2020 года «Хемнет». В фильме Кеннета Браны «Чистая правда» (2018) Кэтрин Уайлдер играет Джудит как мятежную и злую молодую женщину, которая возмущена любовью отца к её мертвому брату-близнецу.